# Hyla intermedia
La raganella italiana (Hyla intermedia Boulenger, 1882) è un anfibio della famiglia Hylidae.

## Descrizione
È una raganella di dimensioni medio-piccole, che raggiunge una lunghezza di 4–5 cm.

Per molti versi è estremamente simile a Hyla arborea: la colorazione del dorso è di colore verde brillante, con ventre biancastro nettamente demarcato da una linea di colore dal grigio al beige. Dall'occhio si diparte una evidente striscia nera laterale che si prolunga fino all'inserzione dell'arto inferiore. Il maschio possiede un sacco vocale sotto la gola, che gonfiato raggiunge quasi la grandezza del corpo. Le dita sono dotate di cuscinetti adesivi.

## Biologia

### Alimentazione
È una specie insettivora.

### Riproduzione
Queste raganelle raggiungono le raccolte d'acqua dove si riproducono (pozze temporanee, laghi, canali, fiumi a corrente lenta) a fine primavera. I maschi emettono canti udibili anche a grande distanza per attirare le femmine. L'amplesso è ascellare, la fecondazione esterna. Questa specie depone molte meno uova rispetto alle rane ed ai rospi, solo fino ad alcune centinaia.

## Distribuzione e habitat
L'areale di questa specie è prevalentemente ristretto alla Liguria, all'Italia centrale, meridionale (con una popolazione molto rarefatta nel Salento) e Sicilia.

Ha un range altitudinale che va dal livello del mare sino a 1.855 m s.l.m.

## Tassonomia
In passato questa entità veniva considerata una semplice varietà di Hyla arborea (H. arborea var. intermedia). Studi genetici hanno definito le popolazioni italiane come facenti parte di una specie a sé stante, per la quale fu inizialmente proposto il nome di H. italica (Nascetti et al., 1995). Successivamente le è stato attribuito il nome attuale di H. intermedia.

## Altre specie di raganelle presenti in Italia
In Italia, oltre alla raganella italiana, sono presenti anche le seguenti specie appartenenti al genere Hyla:
- Hyla meridionalis (Liguria e Italia nord-occidentale)
- Hyla perrini (Pianura Padana (Italia settentrionale))

- Hyla arborea (Carnia, Friuli settentrionale)

- Hyla sarda (Sardegna, Isola d'Elba e Capraia (arcipelago toscano))